# Santa Cruz Tlaxcala
Santa Cruz Tlaxcala là một đô thị thuộc bang Tlaxcala, México. Năm 2005, dân số của đô thị này là 15193 người.